# دخمه چم
دخمهٔ زرتشتیان در چَم مربوط به دوره قاجار است و در روستای چم در شهرستان تفت استان یزد ایران واقع شده و این اثر در تاریخ ۷ مهر ۱۳۸۱ با شمارهٔ ثبت ۶۳۱۲ به‌عنوان یکی از آثار ملی ایران به ثبت رسیده‌است.
دخمه یا برج خاموشان چم از سوی زرتشتیان برای قرار دادن پیکر درگذشتگان به‌کار می‌رفت تا گوشت این پیکرها خوراک کرکس‌ها شود و زمین را نیالاید.

## نگارخانه

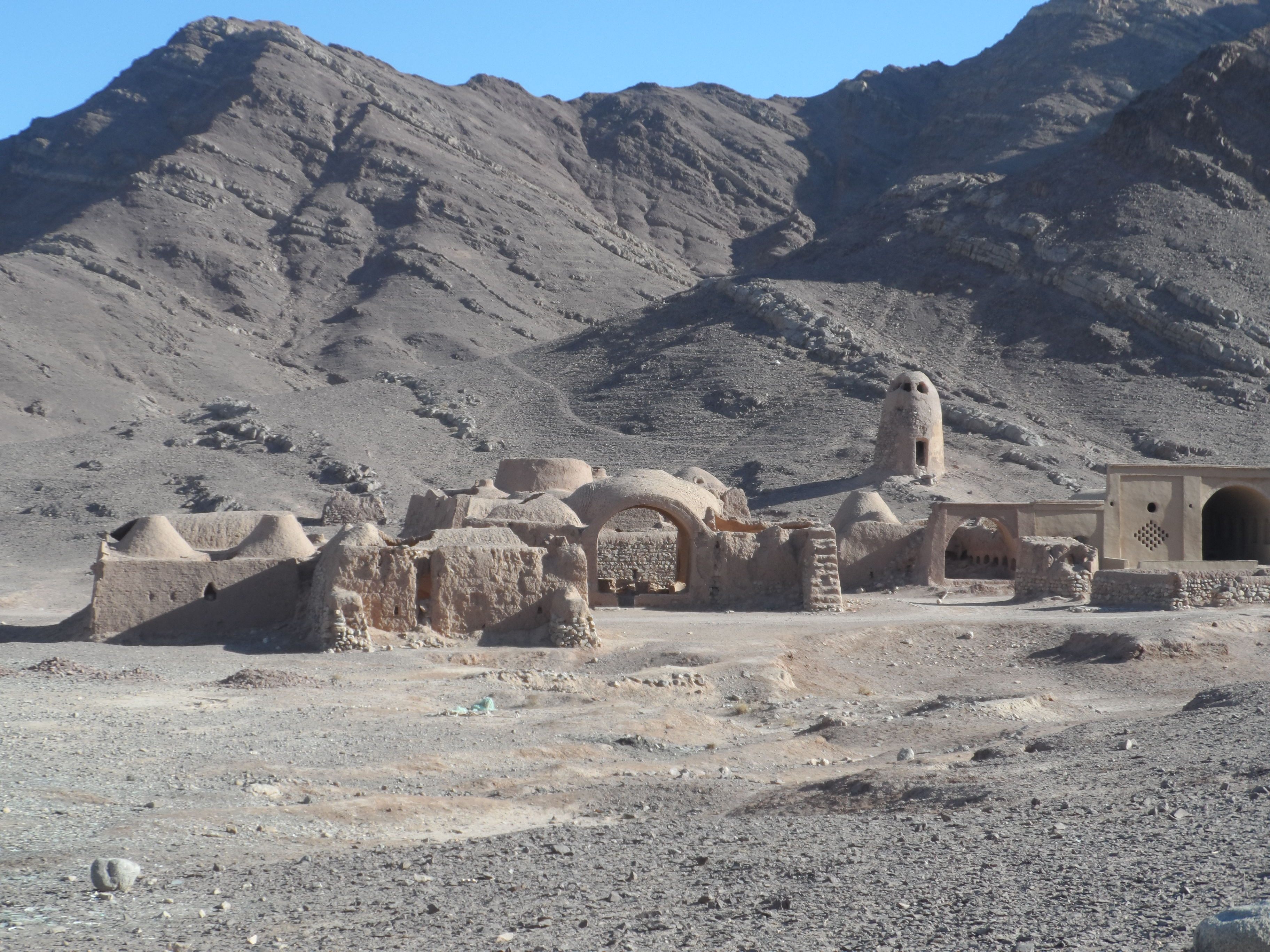
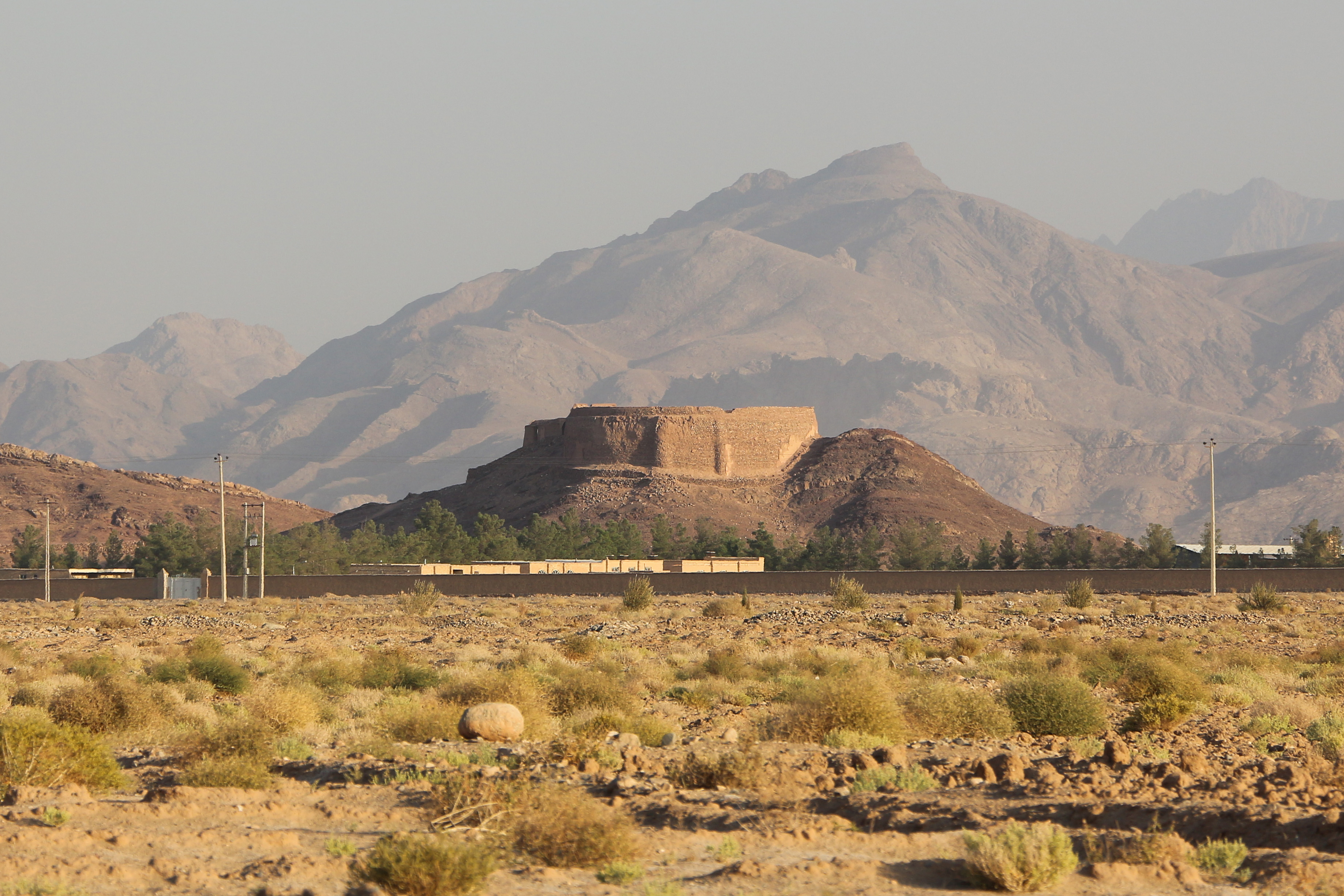
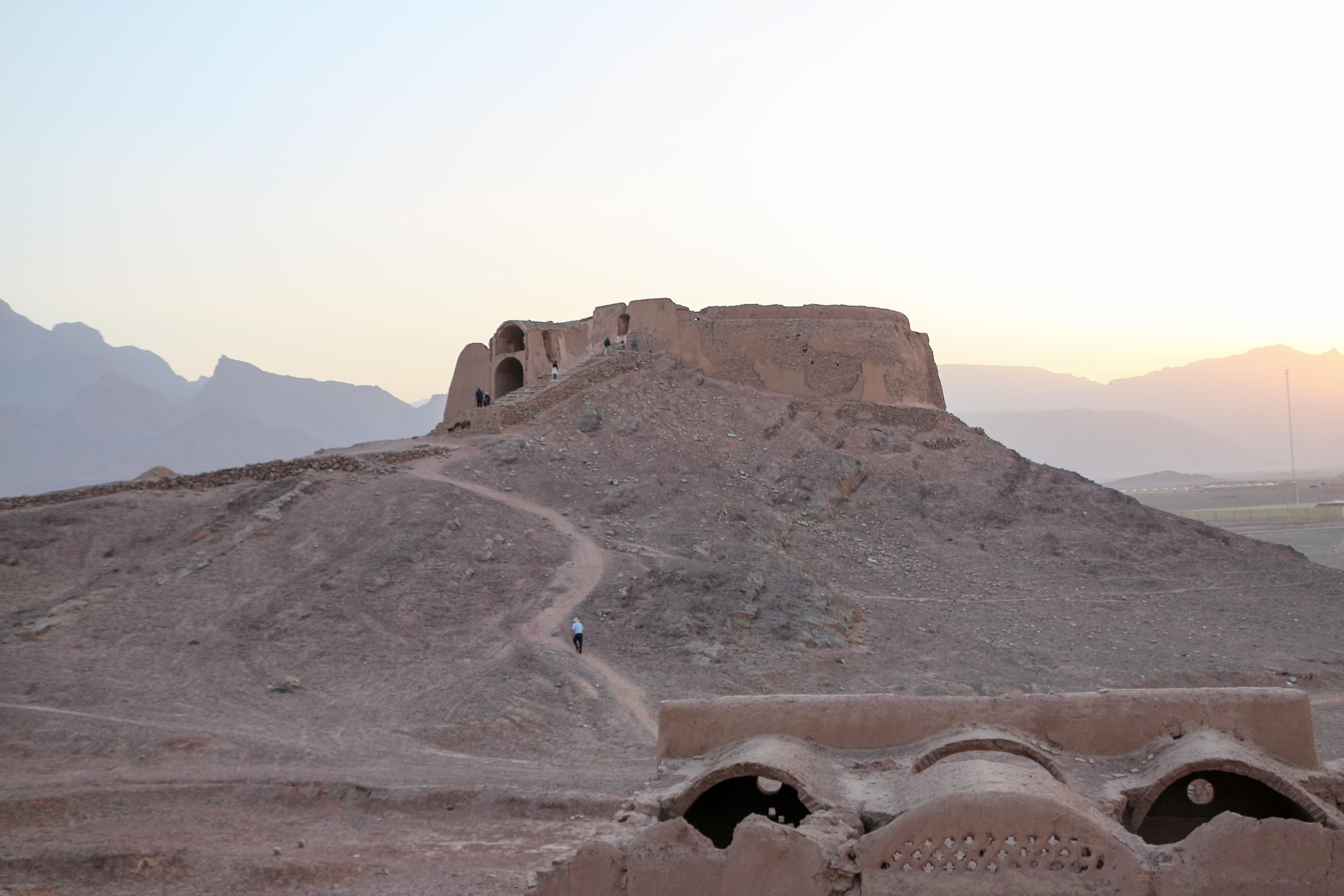
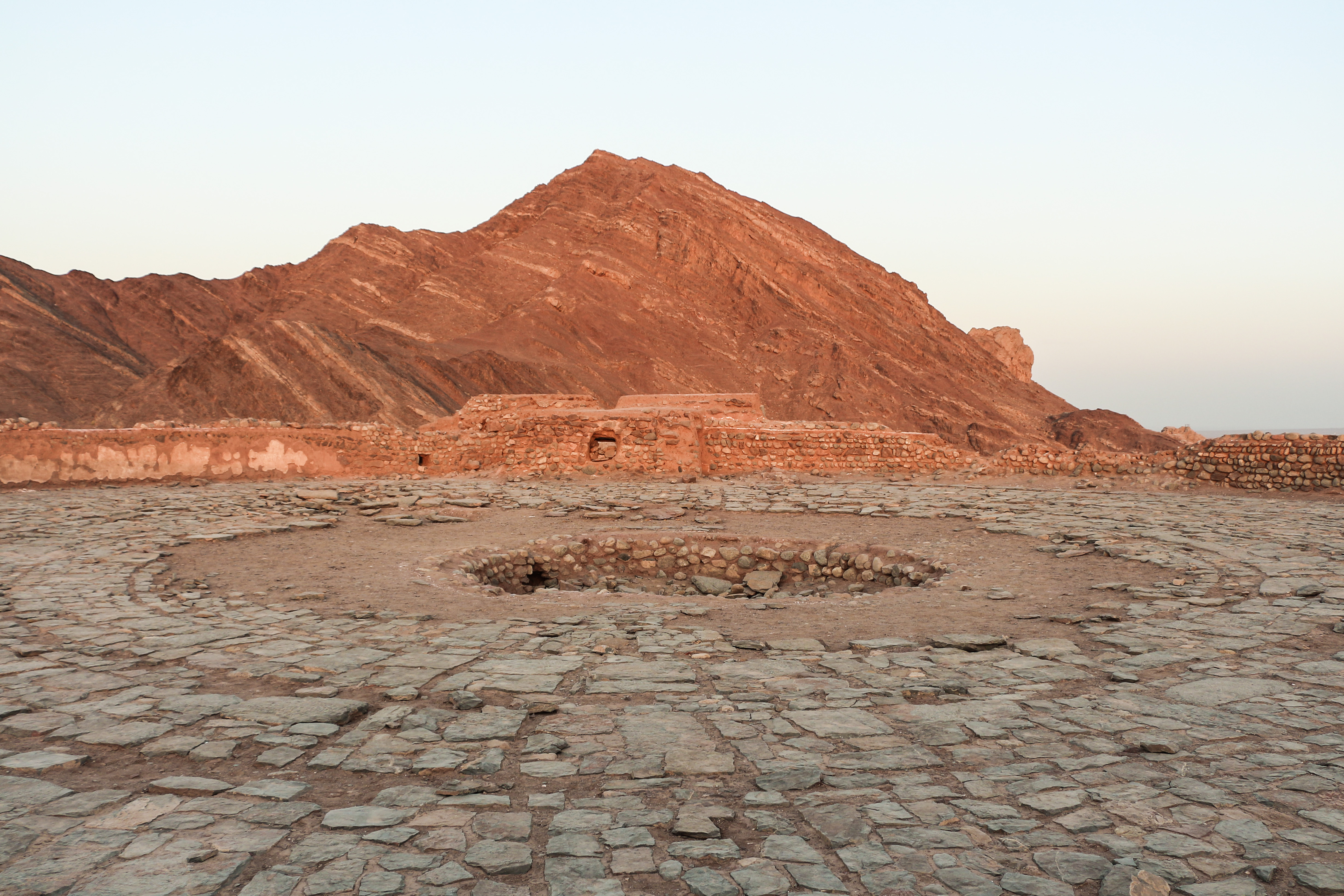
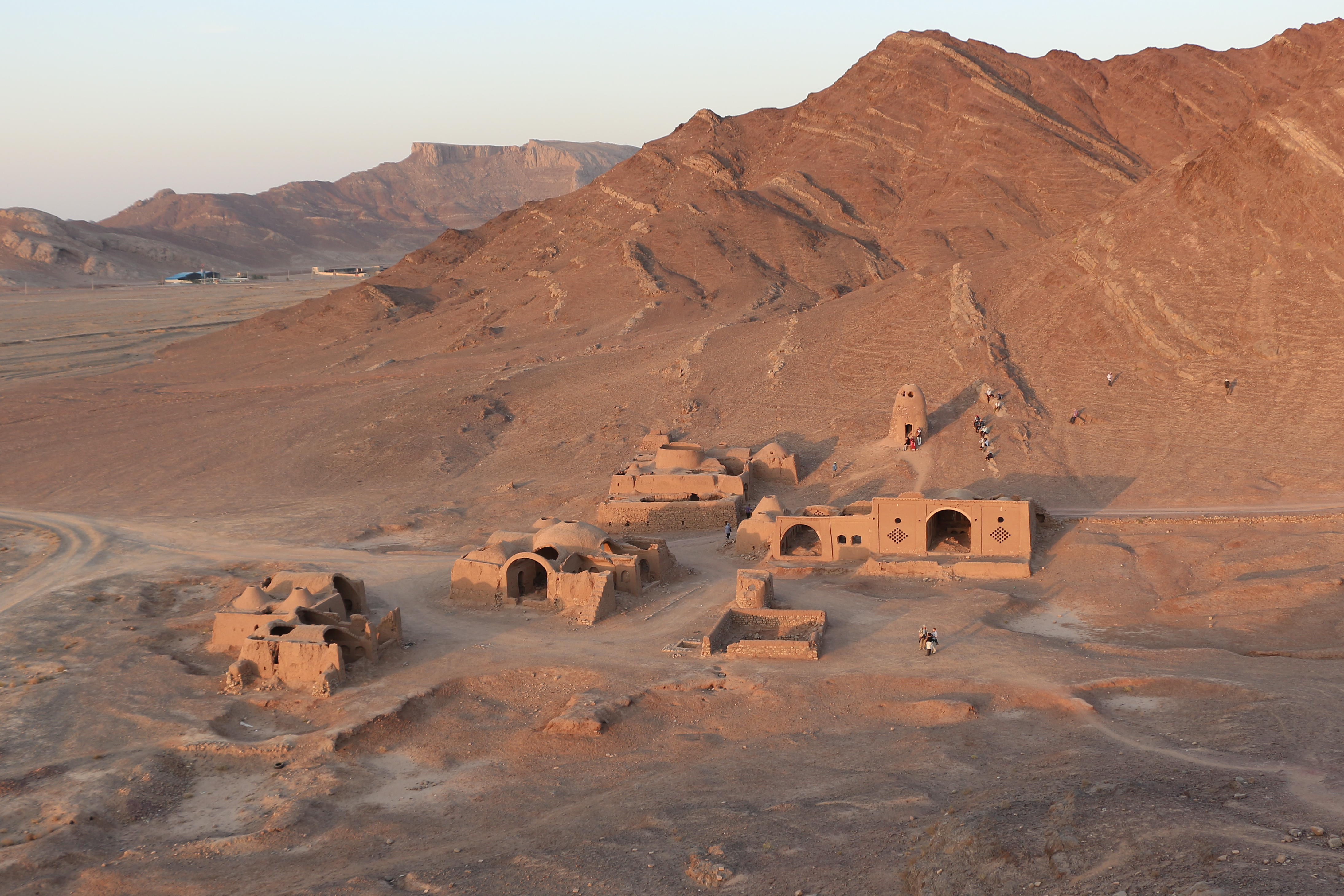
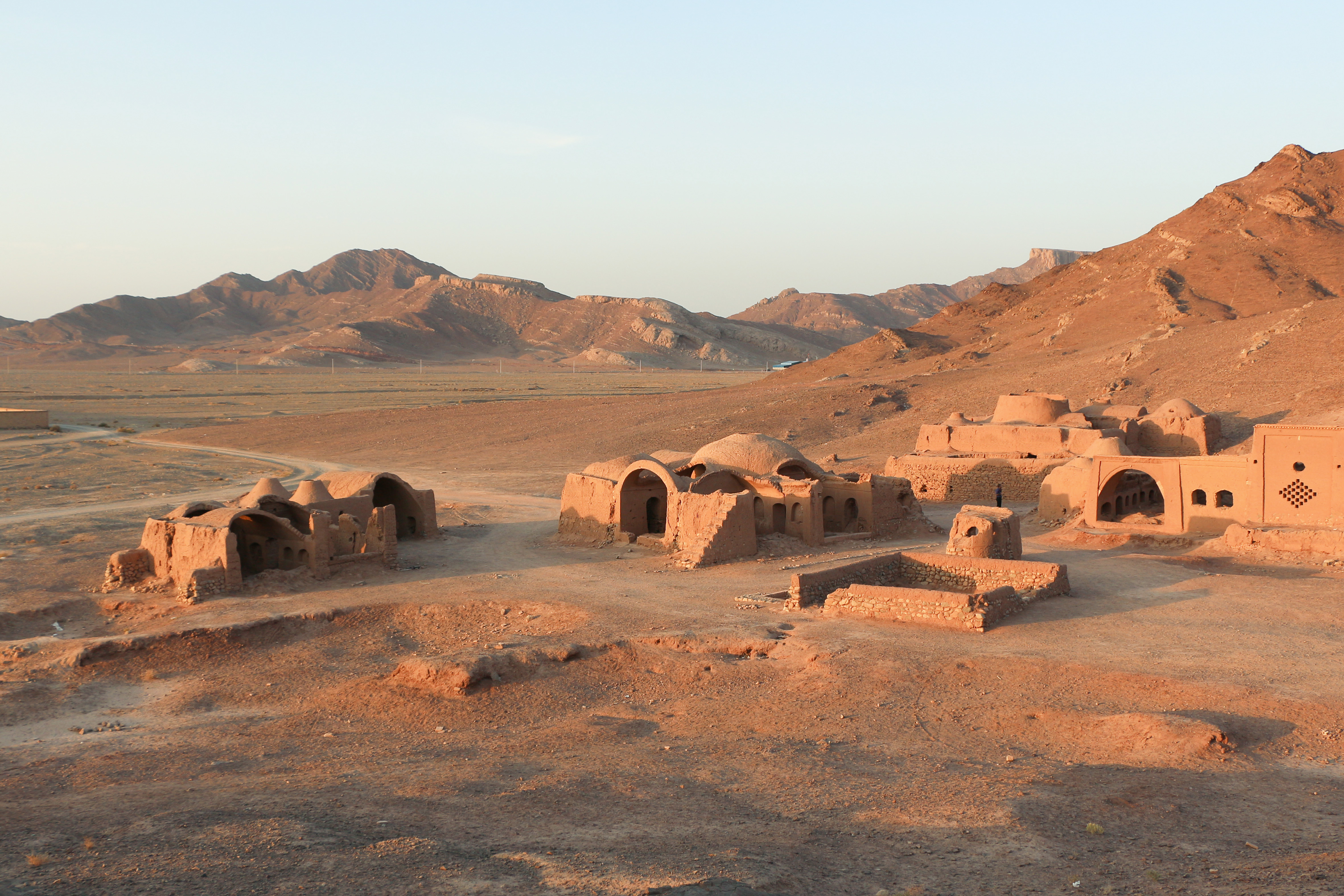
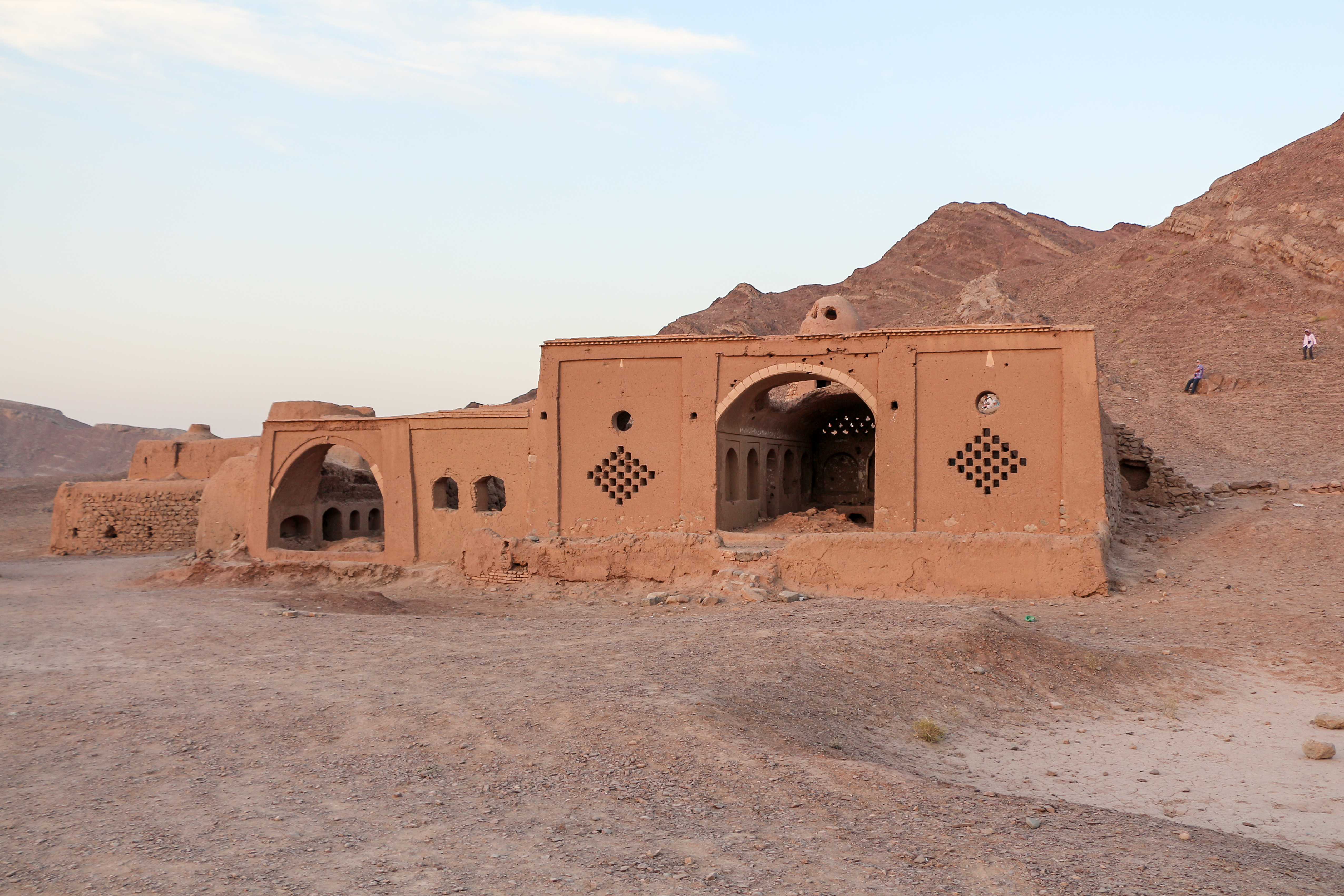
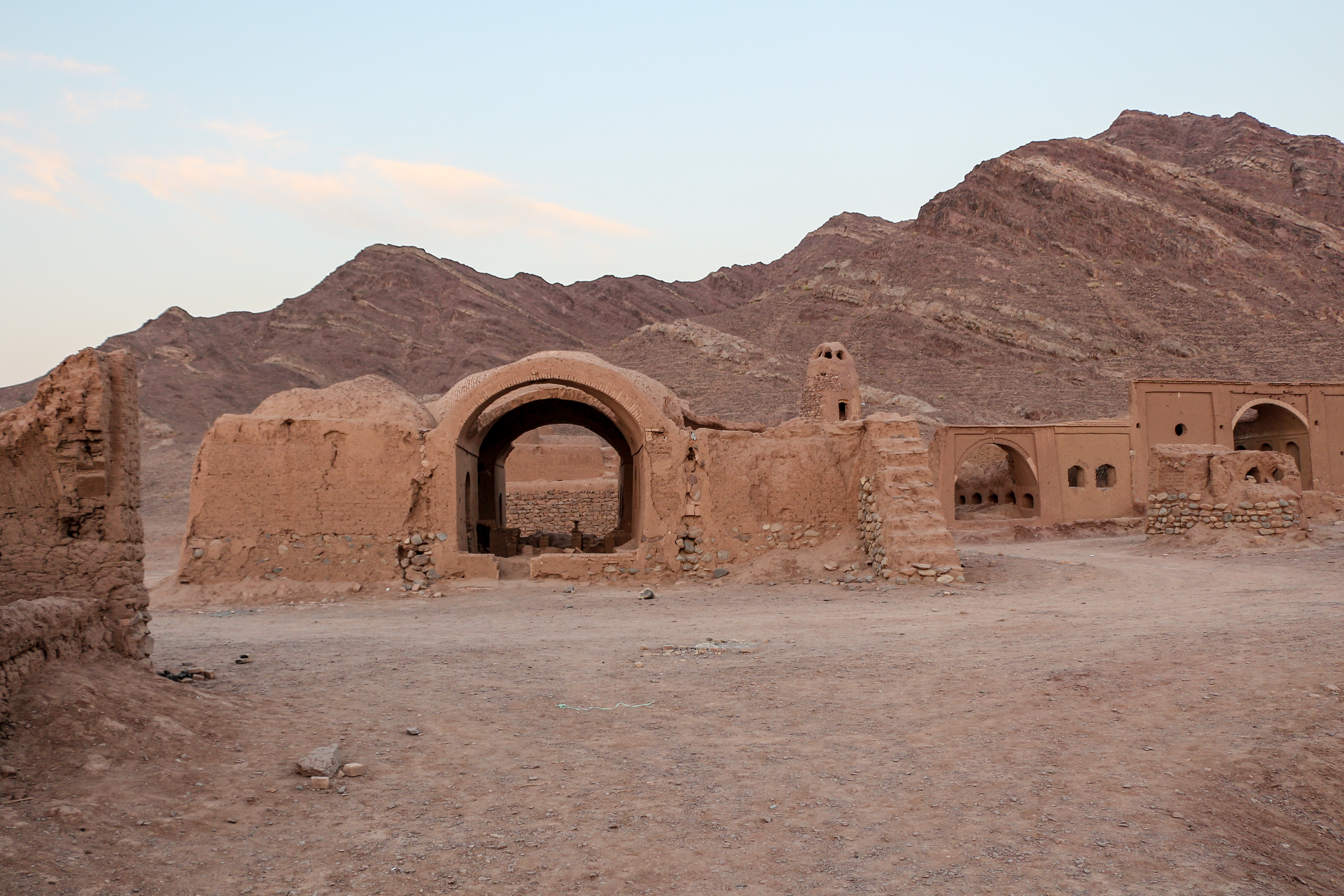
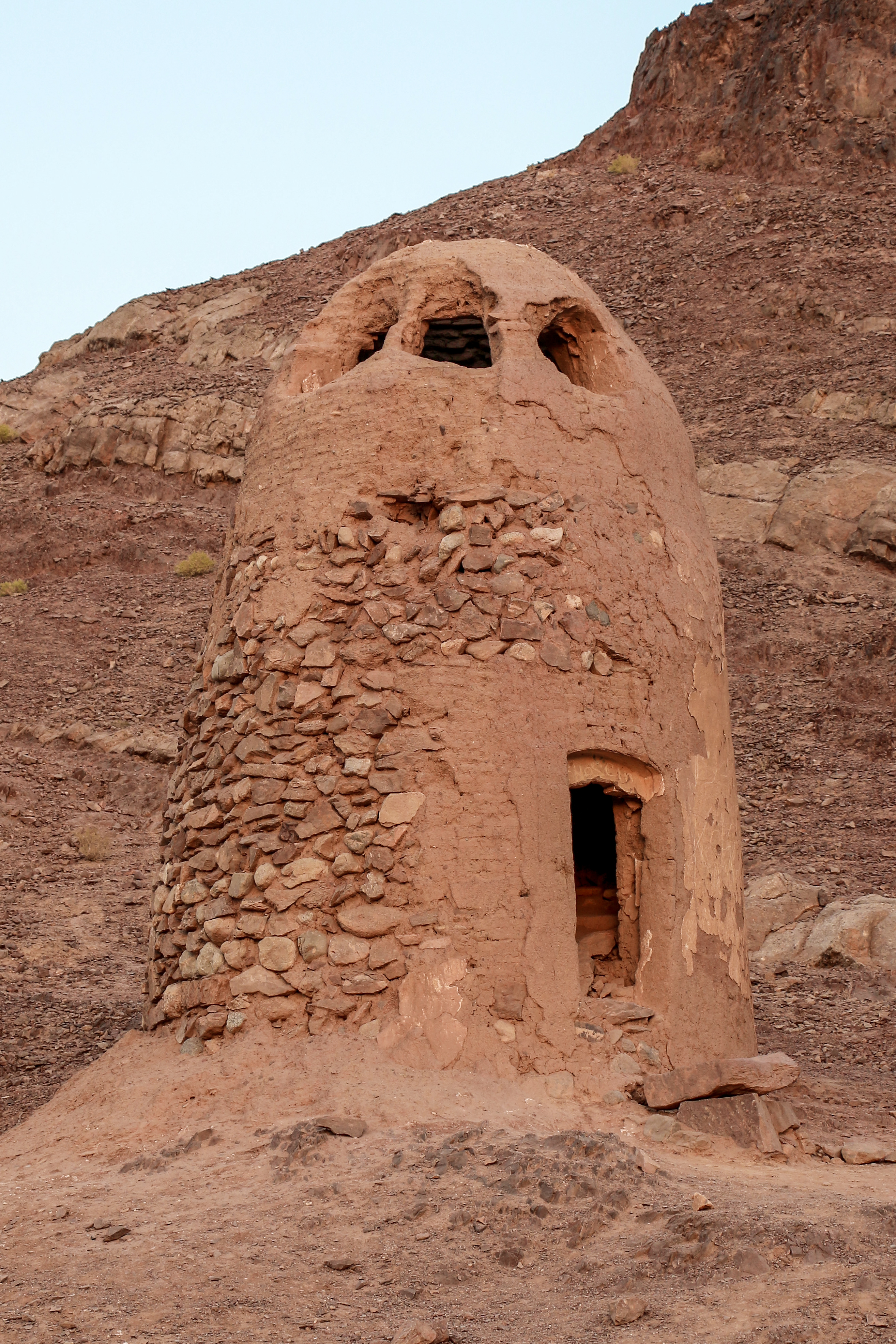